# یوره بوچار
یوره بوچار (به انگلیسی: Jure Bučar) (زادهٔ ۴ ژانویهٔ ۱۹۶۶) شناگر اهل اسلوونی است.